# Stan Willemse
Stanley Bernard "Stan" Willemse (født 23. august 1924, død 5. august 2011) var en engelsk fodboldspiller (venstre back).
Willemse tilbragte de første tre år af sin karriere hos Brighton & Hove Albion i sin fødeby, men skiftede i 1949 til London-klubben Chelsea F.C.. Her var han i 1955 med til at sikre klubben dens første engelske mesterskab nogensinde. Han sluttede karrieren med et ophold hos en anden London-klub, Leyton Orient.

## Titler
Engelsk mesterskab
- 1955 med Chelsea